# Benjamin da Costa d'Andrade
Benjamin da Costa d'Andrade, appelé aussi « d'Acosta de Andrade », était un marchand et le président de la petite communauté des juifs séfarades hollandais de la Martinique, qui joua un rôle important dans l'histoire de la culture du cacao avant de fuir à Curaçao.

## Biographie
Né au Portugal en 1651, Benjamin da Costa d'Andrade arriva en 1654 à la Martinique. Sa famille plante vers 1660 le premier plant de cacao de l'île, selon les écrits du Père Labat, le Nouveau Voyage aux isles Françoises de l'Amérique. Il avait ramené des plants de cacao du Venezuela, où ils les avait acquis des indiens, ainsi que la technique de préparation du breuvage, apprise des indiens du Mexique en 1664. Il appelle "chocolat" des dérivés qu'il commercialise sous forme de pilules médicinales.
Selon l'historien Herbert Bloom, il fait partie de la famille Joseph Da Costa, actionnaire de la compagnie néerlandaise des Indes orientales. Il fit ériger en 1676 la première synagogue de Martinique, puis épousa en 1677, Luna de Oliveira, fille d'Abraham de Oliveira, et reçut en 1679 d’Amsterdam, où il s'était rendu en 1676, un Sefer Torah, copie manuscrite du livre le plus saint et révéré du judaïsme, d’une valeur de 400 - Florins. En 1680, il faisait partie des 41 petits fabricants sucriers de la Martinique, qui ont importé la technique de fabrication par chaudière dans les années 1650. En 1685, peu avant son expulsion, il est garçon d'honneur de Lea de David de Curiel, qui lui fait un don de 15 000 florins.
En 1684, les juifs contrôlent toute la production de cacao des îles françaises, qu'ils exportent via Curaçao, acquérant une taxe modeste de 2,5 % de la valeur. Certains d'entre eux viennent de Bayonne et Bordeaux.
La présence juive en Martinique et Guadeloupe prend fin avec la signature par Louis XIV du Code Noir, dont le premier paragraphe stipule : « Enjoignons à tous nos officiers de chasser hors de nos isles tous les Juifs qui y ont établi leur résidence, donc d'en sortir dans trois mois (...) à peine de confiscation de corps et de biens ». La transformation de la canne en sucre et le raffinage deviennent un monopole réservé à un proche du roi, le chevalier Charles François d'Angennes, marquis de Maintenon, premier planteur de sucre de l'île de Martinique. Le cacao, moins rentable, plus difficile à commercialiser, est ensuite rayé de la carte des îles françaises.
Le Père Labat explique pourquoi, en 1706, dans son Nouveau Voyage aux isles Françoises de l'Amérique :
« Comme le cacao n'était pas une marchandise d'un bon débit en France, parce que le chocolat n'y était pas fort en usage et qu'il était chargé de très gros droits d'entrée, les habitants ne s'attachaient qu'au sucre, au tabac, à l'indigo, au rocou, au coton et autres semblables marchandises, dont le débit était facile et avantageux par la grande consommation qui s'en faisait en Europe ».
Il tenta de résister à son expulsion. Dans une pétition à Louis XIV le 17 juillet 1689, il essaie de lui prouver que son commerce est utile au royaume. Il échoue et doit alors partir pour le territoire néerlandais de Curaçao, avec sa femme et ses deux filles, Sarah et Esther, où un autre marchand brésilien de Recife, Isaac Da Costa s'était installé, dans les années 1650.
Sa cacaotière est tombée aux mains du sieur Guillaume Bruneau, juge royal de l'île, en 1694, indique le Père Labat en 1706, dans son Nouveau Voyage aux isles Françoises de l'Amérique:
En 1693, lorsque la Guerre de la Ligue d'Augsbourg rapproche de façon inattendue la Hollande et l'Espagne, les autorités locales du Venezuela acceptent que des juifs venant de Leghorn, à Curaçao s'installent dans le port de Tucacas et effectuent des achats importants de cacao aux indiens vivant dans l'intérieur des terres. Benjamin da Costa d'Andrade en faisait probablement partie. Beaucoup d'entre eux parlaient l'espagnol, car ils venaient de la colonie de Pomeroon-Supenaam, proche du Suriname.
Devenu veuf, Benjamin da Costa d'Andrade revint en Hollande en 1696, où il épousa en 1699 à Amsterdam Esther Baruch Carvalho, originaire de Bordeaux.